# 摩西·门德尔松

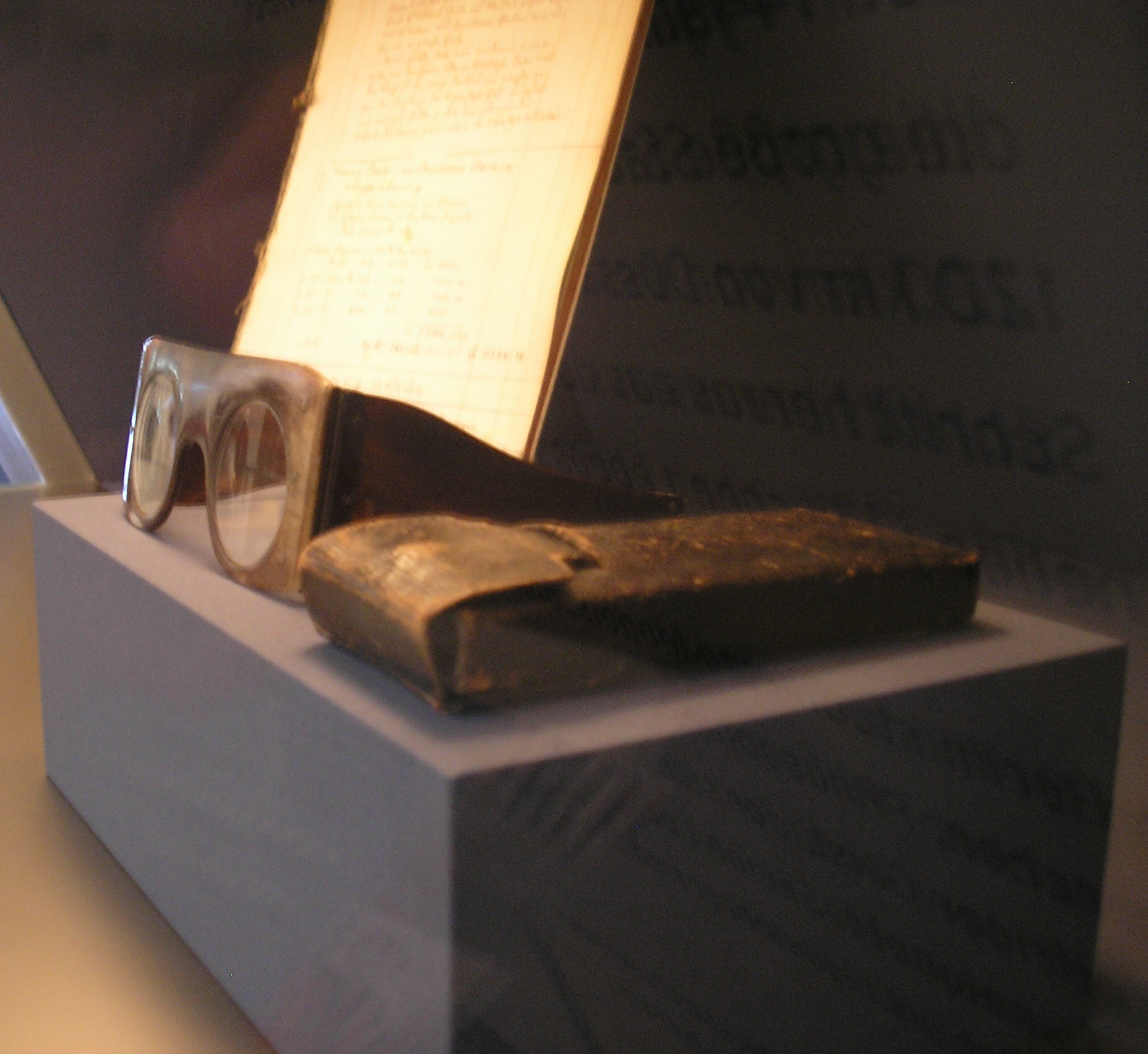
摩西·门德尔松所用过的眼镜，柏林犹太博物馆

摩西·门德尔松（德語：Moses Mendelssohn, 1729年9月6日—1786年1月4日）是一位德国犹太哲学家，倡导哈斯卡拉运动（18-19世纪的犹太启蒙运动）。尽管实际上他本人践行犹太教正统派，他通常被认为是犹太教改革派之父。

## 生平
出生在德绍的一个穷苦犹太家庭，本应作为拉比的门德尔松自学了德国哲学和文学。他在哲学和宗教方面的创作在他所处年代的犹太人和德国人中都被视为文化先锋。门德尔松在柏林纺织行业也是一个重要人物，为他家族日后的发展奠定了基础。
摩西·门德尔松的家族后代包括门德尔松银行（Mendelssohn & Co）的创立者约瑟夫·门德尔松，以及音乐家范妮·门德尔松和费利克斯·门德尔松姐弟。